# Damiria simplex
Damiria simplex är en svampdjursart som beskrevs av Keller 1891. Damiria simplex ingår i släktet Damiria och familjen Acarnidae.
Artens utbredningsområde är havet utanför Eritrea. Inga underarter finns listade i Catalogue of Life.